# Concilios de Dijon
A lo largo de la historia varios concilios se han celebrado en la ciudad francesa de Dijon.
Hugo de Die, legado de la Santa Sede, congregó el año 1075 un concilio en Dijon contra los Simoniacos, así como lo refiere Hugo de Flaviñi, en la crónica que publicó el padre Labbe, tom. 1. bibl. MSS. ap. 196. El segundo concilio se tuvo por causa de Issemburga de Dinamarca, esposa del rey Felipe Augusto. Este príncipe la había repudiado y se había casado con Maria Inés, hija de Bertoldo duque de Merania. El papa Celestino III en fuerza de las quejas del rey Canuto, hermano de la primera, sometió el año 1196 la comisión a dos legados para que conociesen de este hecho. Tuvieron pues un concilio en París, pero sin efecto.
Inocencio III, sucesor de Celestino, precisado con más instancias a que hiciese justicia, envió al cardenal Pedro de Capua legado y congregó el año 1199 a los prelados en Dijon y sin guardar respecto ni consideración alguna a la apelación interpuesta por Felipe al papa, profirió sentencia de entredicho sobre todo el reino en presencia de los obispos y de consentimiento de ellos. Este concilio se tuvo el día 6 de diciembre, fiesta de San Nicolás y el legado, por tener tiempo para ponerse en lugar de seguridad, quiso que no se publicase la sentencia hasta que pasasen 10 días después de Navidad. Este entredicho duró siete meses y durante este tiempo solicitó el rey de Francia tanto a dicho papa Inocencio, que ordenó éste a Octaviano uno de los legados que lo levantase con la condición de que Felipe volviese otra vez con Issembura y que en 6 meses, 6 semanas, 6 días y 6 horas, haría evacuar la causa del divorcio. La asamblea se tuvo en Soissons.Pero antes de que se concluyese, volvió a tomar el rey a esta princesa y la reconoció por su mujer.